# Ochthebius rectusalsus
Ochthebius rectusalsus är en skalbaggsart som beskrevs av Perkins 1980. Ochthebius rectusalsus ingår i släktet Ochthebius och familjen vattenbrynsbaggar. Inga underarter finns listade i Catalogue of Life.